# Даремский договор (1139)
Даремский договор (англ. Treaty of Durham) — мирный договор, заключённый в Дареме 9 апреля 1139 года между Давидом I, королём Шотландии, и Стефаном Блуаским, королём Англии, по которому вся Северная Англия (Нортумберленд, Камберленд, Уэстморленд и северный Ланкашир) переходила под власть шотландцев. Уступленные по Даремскому договору территории были возвращены только в 1157 году.

## Предыстория
После смерти в 1135 году английского короля Генриха I на престол Англии вступил Стефан Блуаский, однако его права были оспорены дочерью Генриха I императрицей Матильдой. Династический спор вскоре перерос в гражданскую войну, продолжавшуюся около двадцати лет и приведшую к существенному ослаблению центральной власти и разгулу феодальной анархии в Англии. Этим воспользовался шотландский король Давид I, который уже в 1136 году выступил в поддержку прав Матильды, своей племянницы. Очевидно, однако, что защита её интересов была лишь предлогом для попытки аннексии североанглийских графств: Камберленда, который находился под властью шотландских монархов до 1092 года, и Нортумберленда, на который Давид I имел претензии как супруг Матильды Хантингдонской, наследницы англосаксонских эрлов Нортумбрии.
Шотландское вторжение 1136 года завершилось заключением 5 февраля Первого Даремского договора, в соответствии с которым король Стефан Блуаский передал Генриху Шотландскому, сыну Давида I, Карлайл и Донкастер, а также титул и владения графа Хантингдона. Кроме того английский король был вынужден пообещать учесть претензии шотландцев при решении вопроса о назначении графа в Нортумбрию.
Перемирие, однако, продолжалось недолго. Начало активных военных действий в Англии между сторонниками короля и императрицы Матильды в 1137 году предоставило новые возможность для наступления шотландцев. Зимой-весной 1138 года войска Давида I совершили несколько походов на английскую территорию, жестоко разорив северные графства. Но 22 августа 1138 года шотландская армия была разбита английским ополчением архиепископа Йоркского в «битве Штандартов». Давид I отступил в Карлайл, однако спустя некоторое время вновь возобновил набеги на Нортумберленд. В ноябре 1138 г. шотландцы захватили замок Уарк. Занятый борьбой с Робертом Глостерским и другими сторонниками императрицы в южной Англии, король Стефан был не в силах организовать сколь-либо действенный отпор шотландцам. Посредником на переговорах о мире стала Матильда Булонская, супруга Стефана и внучка Давида I, и кардинал Альберик, назначенный папским легатом в Британию. Во многом благодаря их усилиям, английскому и шотландскому королям в начале 1139 года удалось прийти к соглашению.

## Условия договора
Условия договора, заключённого между Англией и Шотландией 9 апреля 1139 года в Дареме были крайне благоприятны для шотландского короля. Стефан Блуаский признал за Генрихом Хантингдонским, сыном Давида I, титул графа Нортумбрии и передал ему в лен Нортумберленд, включая современные графства Камберленд, Уэстморленд и Ланкашир к северу от Риббля, удержав за собой лишь Бамборо и Ньюкасл-апон-Тайн. Таким образом, вся территория Англии к северу от Тиса перешла под власть шотландцев. Взамен Давид I и граф Генрих поклялись сохранять мир и верность королю Стефану, в обеспечение чего предоставили английскому королю заложников.

## Последствия
Условия Даремского договора 1139 года удовлетворили шотландского короля. В дальнейшем Давид I почти не принимал участия в гражданской войне в Англии, за исключением короткого периода после битвы при Линкольне в 1141 году, когда он оказал помощь императрице Матильде в её временном захвате английского престола, а также провалившейся попытки наступления на Йорк в 1149 г. В Северной Англии, перешедшей под власть шотландцев, сохранялся мир и порядок, что резко контрастировало с феодальной анархией, царившей на большей части остальной территории королевства. Примирение с Давидом I позволило Стефану Блуаскому сконцентрировать свои силы на борьбе с императрицей Матильдой. Хотя в краткосрочном плане уступка Карлайла и Ланкашира шотландцам привела к переходу на сторону Матильды Ранульфа де Жернона, графа Честера, что повлекло поражение короля в сражении при Линкольне в 1141 году, в долгосрочной перспективе умиротворение на северной границе внесло существенный вклад в победу Стефана в борьбе с Матильдой. Тем не менее Нортумберленд при Генрихе Шотландском и его сыне Вильгельме был практически полностью выведен из-под контроля английского короля, что создавало угрозу его присоединения к Шотландии.
Период феодальной анархии в Англии завершился в 1154 году вступлением на престол Генриха II Плантагенета, который начал проводить политику укрепления центральной власти и возвращения королю утраченных за годы гражданской войны земель, замков и прав. В 1157 году Генрих II вынудил Малькольма IV вернуть английскому королю Нортумберленд и другие владения, уступленные по Даремскому договору. Тем самым было восстановлено единство территории Англии. Попытка Вильгельма I Льва отвоевать Нортумберленд в 1173—1174 гг. завершилась катастрофой: король Шотландии попал в плен и по Фалезскому договору был вынужден не только отказаться от североанглийских графств, но и признать сюзеренитет английского короля над Шотландией. После освобождения Вильгельма I война продолжилась, однако закрепить Нортумберленд и Камберленд за Шотландией так и не удалось.